# Diego Barbosa
Diego Barbosa (Guadalajara, Jalisco, 25 de septiembre de 1996) es un futbolista mexicano. Se desempeña en la posición de lateral derecho y su club actual es el Deportivo Toluca F.C. de la Primera División de México.

## Trayectoria

### Llegada al profesionalismo
Debutó profesionalmente en el empate a un gol entre los Mineros de Zacatecas y Venados Fútbol Club Yucatán, mientras se encontraba cedido con los yucatecos por parte del Atlas Fútbol Club.

### Club Tijuana
El 7 de junio de 2023 se hace oficial su llegada al Club Tijuana.

## Palmarés

### Campeonatos nacionales
| Título               | Club   | País   | Año  |
| -------------------- | ------ | ------ | ---- |
| Primera División     | Atlas  | México | 2021 |
| Primera División     | Atlas  | México | 2022 |
| Campeón de Campeones | Atlas  | México | 2022 |
| Primera División     | Toluca | México | 2025 |
| Campeón de Campeones | Toluca | México | 2025 |

## Estadísticas
Actualizado al último partido jugado el 24 de noviembre de 2024.
| Venados F. C. · México | 2.ª           | 2016          | 9   | 0 | 4  | 0 | ― | ― | 13  | 0 |
| Venados F. C. · México | Total club    | Total club    | 9   | 0 | 4  | 0 | 0 | 0 | 13  | 0 |
| Atlas F. C. · México | 1.ª           | 2016-17       | 0   | 0 | 2  | 0 | ― | ― | 2   | 0 |
| Atlas F. C. · México | 1.ª           | 2019-20       | 8   | 1 | 2  | 0 | ― | ― | 10  | 1 |
| Atlas F. C. · México | 1.ª           | 2020-21       | 24  | 0 | ―  | ― | ― | ― | 24  | 0 |
| Atlas F. C. · México | 1.ª           | 2021-22       | 34  | 3 | 1  | 0 | 1 | 0 | 35  | 3 |
| Atlas F. C. · México | 1.ª           | 2022-23       | 28  | 0 | ―  | ― | 4 | 0 | 28  | 0 |
| Atlas F. C. · México | Total club    | Total club    | 94  | 4 | 5  | 0 | 5 | 0 | 104 | 4 |
| Dorados · México | 2.ª           | 2018-19       | 30  | 1 | 4  | 0 | ― | ― | 34  | 1 |
| Dorados · México | Total club    | Total club    | 30  | 1 | 4  | 0 | 0 | 0 | 34  | 1 |
| C. Tijuana · México | 1.ª           | 2023-24       | 27  | 0 | ―  | ― | 2 | 0 | 28  | 0 |
| C. Tijuana · México | 1.ª           | 2024-25       | 7   | 0 | ―  | ― | 1 | 0 | 8   | 0 |
| C. Tijuana · México | Total club    | Total club    | 34  | 0 | 0  | 0 | 3 | 0 | 37  | 0 |
| Total carrera | Total carrera | Total carrera | 167 | 5 | 13 | 0 | 8 | 0 | 188 | 5 |
| (1)Incluye datos de la Copa México y Campeón de Campeones. (2)Incluye datos de la Liga de Campeones de la Concacaf, Campeones Cup y Leagues Cup. |               |               |     |   |    |   |   |   |     |   |